# Diocesi di Barreiras
La diocesi di Barreiras (in latino Dioecesis Barreriensis) è una sede della Chiesa cattolica in Brasile suffraganea dell'arcidiocesi di Feira de Santana. Nel 2022 contava 373.000 battezzati su 470.000 abitanti. È retta dal vescovo Moacir Silva Arantes.

## Territorio
La diocesi comprende 15 comuni nella parte nord-occidentale dello stato brasiliano di Bahia: Barreiras, Angical, Baianópolis, Brejolândia, Catolândia, Cotegipe, Cristópolis, Formosa do Rio Preto, Luís Eduardo Magalhães, Mansidão, Riachão das Neves, Santa Rita de Cássia, São Desidério, Tabocas do Brejo Velho e Wanderley.
Sede vescovile è la città di Barreiras, dove si trova la cattedrale di San Giovanni Battista.
Il territorio si estende su 76.054 km² ed è suddiviso in 24 parrocchie, raggruppate in 4 vicariati.

## Storia
La diocesi è stata eretta il 21 maggio 1979 con la bolla In hac suprema di papa Giovanni Paolo II, ricavandone il territorio dalla diocesi di Barra.
Originariamente suffraganea dell'arcidiocesi di San Salvador di Bahia, il 16 gennaio 2002 è entrata a far parte della provincia ecclesiastica dell'arcidiocesi di Feira de Santana.

## Cronotassi dei vescovi
Si omettono i periodi di sede vacante non superiori ai 2 anni o non storicamente accertati.
- Ricardo José Weberberger, O.S.B. † (21 maggio 1979 - 17 agosto 2010 deceduto)
- Josafá Menezes da Silva (15 dicembre 2010 - 9 ottobre 2019 nominato arcivescovo di Vitória da Conquista)
- Moacir Silva Arantes, dal 21 ottobre 2020

## Statistiche
La diocesi nel 2022 su una popolazione di 470.000 persone contava 373.000 battezzati, corrispondenti al 79,4% del totale.
| anno | popolazione | popolazione | popolazione | presbiteri | presbiteri | presbiteri | presbiteri                | diaconi | religiosi | religiosi | parrocchie |
| anno | battezzati  | totale      | %           | numero     | secolari   | regolari   | battezzati per presbitero | diaconi | uomini    | donne     | parrocchie |
| ---- | ----------- | ----------- | ----------- | ---------- | ---------- | ---------- | ------------------------- | ------- | --------- | --------- | ---------- |
| 1980 | 195.000     | 200.000     | 97,5        | 8          | 3          | 5          | 24.375                    |         | 5         | 7         | 6          |
| 1990 | 254.000     | 260.000     | 97,7        | 19         | 12         | 7          | 13.368                    |         | 8         | 23        | 13         |
| 1999 | 272.000     | 302.000     | 90,1        | 12         | 8          | 4          | 22.666                    |         | 4         | 28        | 17         |
| 2000 | 275.000     | 306.000     | 89,9        | 13         | 10         | 3          | 21.153                    |         | 3         | 28        | 17         |
| 2001 | 270.000     | 316.541     | 85,3        | 12         | 10         | 2          | 22.500                    |         | 2         | 31        | 17         |
| 2002 | 270.000     | 316.541     | 85,3        | 14         | 11         | 3          | 19.285                    |         | 3         | 33        | 17         |
| 2003 | 270.000     | 316.541     | 85,3        | 14         | 12         | 2          | 19.285                    | 12      | 2         | 37        | 17         |
| 2004 | 270.000     | 316.541     | 85,3        | 15         | 13         | 2          | 18.000                    | 12      | 2         | 20        | 17         |
| 2006 | 280.000     | 330.000     | 84,8        | 15         | 14         | 1          | 18.666                    | 12      | 1         | 30        | 17         |
| 2012 | 320.000     | 355.000     | 90,1        | 24         | 23         | 1          | 13.333                    | 13      | 1         | 38        | 20         |
| 2015 | 328.000     | 364.000     | 90,1        | 28         | 24         | 4          | 11.714                    | 21      | 4         | 42        | 23         |
| 2018 | 366.990     | 407.505     | 90,1        | 27         | 24         | 3          | 13.592                    | 21      | 3         | 31        | 25         |
| 2020 | 390.700     | 434.100     | 90,0        | 23         | 23         |            | 16.986                    | 21      |           | 31        | 24         |
| 2022 | 373.000     | 470.000     | 79,4        | 22         | 22         |            | 16.954                    | 20      |           | 31        | 24         |